# Colposcenia aliena
Colposcenia aliena  (лат.) — вид полужесткокрылых насекомых-листоблошек рода Colposcenia из семейства Aphalaridae.

## Распространение
Палеарктика, в том числе: Алжир, Афганистан Египет, Израиль, Испания, Италия, Йемен, Китай, Марокко, Монголия, Казахстан, Оман, Пакистан, Россия, Таджикистан, Туркменистан, Турция, Узбекистан, Франция, Эфиопия.

## Описание
Мелкие листоблошковые насекомые (около 3 мм) с прыгательными задними ногами. 
Питаются соками растений, таких как Тамариск безлистный (Tamarix aphylla), Tamarix  jordanica, Tamarix  senegalensis (семейство Тамарисковые, порядок Гвоздичноцветные). Вид был впервые описан в 1881 году австрийским энтомологом Францем Лёвом (Franz Löw; 1829—1889) по материалам из Египта.